# Ryszard Zabrzewski
 Ryszard Zabrzewski   (ur. 15 listopada 1933 w Sosnowcu, zm. 6 stycznia 2010 w Warszawie) –  ekonomista, dr hab., wykładowca akademicki.

## Życiorys
W 1974 r. uchwałą rady Wydziału Ekonomiki Produkcji Wyższej Szkoły Ekonomicznej w Krakowie uzyskał stopień doktora nauk ekonomicznych. W 1968 r. uzyskał stopień doktora habilitowanego nauk ekonomicznych w zakresie ekonomii politycznej na Wydziale Nauk Społecznych Wyższej Szkoły Nauk Społecznych przy KC PZPR. 
Związany był z Wyższą Szkołą Finansów i Zarządzania w Warszawie. Był nauczycielem akademickim w Prywatnej Wyższej Szkole Nauk Społecznych, Komputerowych i Medycznych w Warszawie.
Członek Polskiego Towarzystwa Ekonomicznego.
Do obszaru swoich zainteresowań zaliczał problematykę rynku i handlu, konsumpcji w gospodarce narodowej. 
Jako główny obszar swoich badań wymieniał relacje między regulacjami państwowymi a mechanizmem rynkowym, badania marketingowe, segmentację rynku, zagadnienia konkurencji i monopoli w gospodarce, współczesne orientacje dot. kierowania współczesnym przedsiębiorstwem.

## Wybrane publikacje
- Kierunki zmian orientacji zarządzania przedsiębiorstwem a ich makro-otoczenie, [w:] Ewolucja zarządzania organizacjami na przełomie wieków, Warszawa, 2006.
- Przedmiot oraz bilanse gospodarki narodowej, Warszawa, 1989.
- Relacje między konsumpcją a akumulacją w europejskich krajach RWPG, Warszawa, 1987.
- Kierunki zmian poziomu i struktury konsumpcji indywidualnej w krajach RWPG i w rozwiniętych krajach kapitalistycznych, Warszawa, 1986.
- Procesy tworzenia dochodu narodowego, Warszawa, 1982.